# Jin Kisaragi
(Jin durante il suo incontro con Ragna.)
Jin Kisaragi è un personaggio immaginario dei videogiochi BlazBlue: Calamity Trigger, BlazBlue: Continuum Shift e successivamente BlazBlue: Chrono Phantasma. È un maggiore nonché 4º Comandante della Squadriglia "Taumaturgo" del Novus Orbis Librarium (N.O.L.), ed è il fratello minore di Ragna, maggiore di Saya. È un personaggio giocabile in Calamity Trigger, Continuum Shift, e Chrono Phantasma. Jin è il personaggio secondario della serie, poiché l'antagonista è Yuki Terumi, ovvero Hazama.

## Storia
Quando Jin era un bambino, era molto legato a suo fratello maggiore, Ragna, di affetto e costantemente lo disturba per giocare con lui. In questo periodo, vede sua sorella Saya come un ostacolo eccentrico nei confronti di suo fratello e costantemente il suo bullismo per rappresaglia. Alla fine, Ragna decise di prendersi cura di Saya, affetta da una malattia grave e prende le distanze da Jin, aumentando così la sua gelosia.
Fu allora che Yūki Terumi entrò nella vita di Jin e gli raccontò la leggenda della Bestia Nera, che si reincarnà in Ragna, e che è destinato a distruggerla. Intento allo scopo che il fratello deve pagare per la sua ignoranza nei suoi confronti, per sbarazzarsi dell'ostacolo tra di loro, Saya, Jin esegue gli ordini di Terumi, dando fuoco alla chiesa che lo ha ospitato e uccise il loro custode. Arrivato sul luogo, Ragna vide in stato di shock, come Terumi gli amputò il braccio, e rapì Saya. Jin poi scomparve dalla vita di Ragna, e apparentemente il ricordo di quell'incidente fu perduto.
Jin è stato successivamente adottato per l'alta stima dalla famiglia Kisaragi. Con il suo talento, si fece largo tra le file del Novus Orbis Librarium e fu promosso maggiore e comandante di 4º grado, dopodiché gli fu consegnata dall'Imperatore la Nox Nyctories Mucro Algesco: Yūkianesa, ma i suoi altri fratelli non si fidarono mai di lui, pensando che abbia solo ottenuto l'arma per via dei suoi ranghi a causa della sua adozione. Infatti, Jin si sentiva completamente vuoto, anche dopo essere stato ricoperto di premi e classifiche (che comprendeva l'arresto della Guerra Civile Ikaruga).
Quando le voci sul "Grim Reaper" sorsero, Jin sentì un improvviso desiderio di incontrarlo, che gli fece perdere il proprio posto, partendo per Kagutsuchi alla ricerca dello Shinigami. Quando si scopre essere il fratello Ragna, Jin diventa entusiasta nell'incontrare il suo amato fratello e la sua psicosi gli diede un impulso omicida nei confronti del fratello, per porre fine al suo destino.
Durante una delle loro battaglie, Ragna e Jin vengono interrotti dall'androide Nu-3, che ferisce a morte Ragna e si butta con lui nel "Calderone" per fondersi con il suo corpo. Non volendo perdere di nuovo suo fratello, Jin salta nel calderone, nonostante le sue ferite e viene inviato indietro nel tempo nell'anno dC 31/12/2099, dove incontra Rachel Alucard e gli viene offerta la possibilità di essere un vero eroe. Da questo punto in poi, Jin diventa uno dei sei eroi, conosciuto con il soprannome di Hakumen, l'Eroe Bianco.
Durante il finale, Jin è impossibilitato nello sconfiggere Ragna e si ritrova in cura all'Ospedale. Quando si sveglia, scopre che egli è nel mirino del NOL per l'assassinio, così scappa dall'ospedale e va a nascondersi, mentre taglia tutti i legami con la famiglia Kisaragi. Tuttavia, egli sente delle voci di Ragna tramite il suo subordinato Noel Vermillion, ma Noel assomiglia molto a Saya, e si ingelosisce, con lo scopo di ucciderla per la sua gelosia. Nel corso del tempo, la sua forza di volontà diventa abbastanza forte da resistere all'influenza di Yūkianesa, grazie all'aiuto di Jūbei, uno dei sei eroi. Jin, nella veste di Hakumen, ha lo scopo di sconfiggere Mu-12, ma nessuno dei due ha avuto alcun successo. Lui, Ragna e Noel hanno scoperto che Hazama sta lavorando per la loro sorella Saya e Tsubaki si schierò con loro. Dopo la loro partenza, lui, Ragna e Noel decidono di diventare più forti e trovare quello che è il vero motivo che spinge Hazama a servire Saya. Jin viene allenato da Jūbei, per allenarsi nel controllo di Yūkianesa.
Nella "Ruota della Fortuna", che mostra la timeline in cui Noel non esisteva, viene rivelato che quando erano giovani, Jin e Saya erano molto affettuosi l'uno verso l'altro. Essi giocavano felici insieme, e l'atteggiamento nei confronti di Jin, Saya è completamente diverso dalla timeline corrente, Saya gli dona addirittura una corona di fiori che aveva fatto per lui, e dicendo che lei ama molto Jin. Questo è visto attraverso una visione di Tsubaki, e lei subito visualizzò una fitta gelosia verso Saya, urlandole di allontanarsi da Jin.
L'odio di Jin per Saya in tutte le altre linee temporali è probabilmente causato dalla potestà dell'Ordine, che funge da antitesi esseri come osservatori dell'Unità Murakumo. La potestà dell'ordine richiede volontà assoluta, che così succede a Jin (e Hakumen per estensione). Considerando che gli osservatori hanno la capacità di alterare o creare fenomeni, quelli con la potestà di ordine superiore, possono respingere e distruggere fenomeni. Noel Vermillion è una delle poche persone che può vanificare la potestà dell'ordine.

## Aspetto
Jin è un uomo bello e snello, giovane, dai capelli corti alla moda, biondi e gli occhi verdi. Indossa l'uniforme da maggiore NOL con un dolcevita nero e leggings neri sotto un bianco vestito in stile giapponese, guanti bianchi, stivali militari, e una giacca colorata a mo' di "scossoni di zaffiro", con una fodera rossa e molto lunghi, maniche staccate.
Quando studiava presso l'Accademia Militare, portava gli occhiali e la divisa standard di scuola maschile.
Da bambino, indossava una camicia azzurra e pantaloncini neri. Quando è stato adottato dal clan Kisaragi, egli indossava un'uniforme tradizionale giapponese stile Shihakushō.

## Personalità
A differenza di suo fratello Ragna, Jin è freddo, distaccato, e sociopatico. Si preoccupa poco per i sentimenti degli altri, e denuncia, nelle sue stesse parole, banalità come il cameratismo, ritenendo che tali considerazioni sono bugie che la gente usa a proprio vantaggio. Non ha scrupoli nell'uccidere chiunque ostacoli la sua via.
Questo, tuttavia, è tutta una facciata. Nel momento in cui torna a lavorare con Ragna, Jin perde la sua calma, atteggiamento distaccato e torna alla sua infanzia. La sua voce diventa notevolmente più estatica, ed è soggetto a crisi di risate maniacali, soprattutto a causa dell'influenza di Yukianesa (che lo costringe a uccidere il fratello a causa della sua natura di Bestia Nera, nonché la potestà dell'ordine, che lo percepisce come una minaccia per la stabilità del mondo). In passato, Jin spesso ad aggrapparsi a Ragna per l'assistenza di tutto ciò che lo ha molto infastidito. È anche mostrato durante la storyline alternativa, che Jin amava sua sorella Saya quanto ha fatto Ragna.
È anche dimostrato che era amico con i suoi compagni di scuola, Carl Clover, Tsubaki Yayoi, e Makoto Nanaya durante il loro tempo presso l'Accademia (anche se ha mostrato un disagio rilevato verso Noel, ma la trattava con rispetto al suo atteggiamento verso di lei in seguito, Ikaruga della guerra civile). In particolare,ha un debole per Tsubaki, di cui era amico d'infanzia solo dopo che è stato trascinato via dalla sua vecchia vita e adottato dalla casa Kisaragi del Duodecim. I due condividono una lunga storia insieme che è collegata attraverso i tempi.

## Poteri e abilità
Jin dimostra il suo status di élite nel Librarium con le sue eccezionali capacità sul campo di battaglia. Brandendo il Nox Nyctores chiamato Mucrone Algesco: Yukianesa, Jin controlla l'elemento ghiaccio, armato con tale efficienza che egli è in grado di plasmare il ghiaccio che modella e crea in forme diverse, come una serie di lame, ed è in grado di salire e scagliarsi su una di esse. La sua spada, le sue potenze rivali e contrasti di quella di suo fratello Ragna, lo differenziano molto. Mentre combatte con Ragna selvaggiamente, con colpi potenti, lo stile di Jin è però elegante (anche se va notato che l'uscita dai danni è relativa agli attacchi di Jin, che sono molto potenti come quelli di Ragna), che polarizza stranamente la propria personalità, influenzata dalla Yukianesa. Dal momento che Jin e Hakumen sono la stessa persona, in Continuum Shift, Jin impara istintivamente il 'Kokūjin: Yukikaze', una tecnica per cambiare la personalità, controllando così i propri poteri.
Secondo Jubei in Continuum Shift, il vero potere di Jin è attualmente soppresso a causa dell'influenza Yukianesa su di lui. Ci sono tracce di questo potere vero, mostrate periodicamente nella serie, ma non in tutte le sue potenzialità. Tuttavia, secondo Ragna, il vero potere di Jin è riuscito a superare Yukianesa, poi disse che Jin diventerà il suo "grande nemico". Ciò è confermato anche da Jubei.
L'unità di Jin è Reito. Sfruttando la potenza di Yukianesa, Jin può racchiudere i suoi avversari in strutture di ghiaccio, temporaneamente invalidanti per un tiro libero. A differenza degli altri personaggi della serie, l'indicatore di calore di Jin è suddiviso in quattro bar invece dei soliti due, l'altra la possiede con l'eccezione di Hakumen. I suoi attacchi dell'unità utilizzano una barra ciascuna, anche se incredibilmente potente in quanto trattano colpi multipli in un colpo solo.

## Tecniche
Drive Ability: Frost Bite (零刀（フロストバイト） Furosuto Baito?): Gli consente di congelare un inerme nemico per pochi secondi.
Distortion Drives:
- Tōga Hyōjin (Zanna Di Ghiaccio): Jin congela il nemico con una morsa di ghiaccio che fa spuntare dalla mano.
- Hiyoku Getsumei (Canto alla Luna): Jin pone Yukianesa in una posizione simile a quella di un arco e appunta scaglia frecce di ghiaccio contro l'avversario diagonalmente.

Special Hits
- Hishōken
- Fubuki
- Rehhyō
- Musō Senshōzan
- Sekkajin
- Hishōgeki
- Hirensō
- Musō Tosshōgeki

Astral Heat: Rengoku Hyōya
Jin conficca Yukianesa nel terreno e crea una prigione di ghiaccio attorno al nemico, una tempesta di ghiaccio finisce l'avversario.